# Црквиште у Мијајлици
Црквиште у Мијајлици је археолошки локалитет у општини Бојник у Јабланичком округу, на коме је маја 2018. године, Завод за заштиту споменика културе Ниш спровео заштитна археолошка истраживања. Тада је утврђено, постојање остатака црквице, за коју се са сигурношћу не можемо тврдити у ком тачном периоду је настала, као и колико је црква била у употреби. Црква је страдала, највероватније у ширем периоду касног средњег века, а можда и на почетку новог века. Једино што се поуздано зна је да овакав црквени објекат није могао бити изграђен у време османлијске окупације.

## Историја
Црквиште у селу Мијајлица, према првим сазнањима из истраживања Завода за заштиту споменика културе Ниш, организованог и спроведеног на основу дозволе Министарства културе и информисања (Решење бр. 633-00-68/2018-02 од 17.04.2018. године), између 8. и 29. маја 2018. године, припада средњовековном периоду у ширем смислу тог значења, а да је страдала скраја средњег или на почетку новог века (оријентирно између 14. и 16. века).
Према предању у овој цркви је служио поп Радиовије Прибиловић у првој половини 15. века. Као и многе друга српске цркве, и ову су Османлије или Албанци порушили, пошто се српски народ иселио из села због зулума.

## Положај
Археолошки локалитет Црквиште у Мијајлици налазе се код села Мијајлица испод Црнске Махале, поред пута Бојник – Оране у јужном делу Пусторечке котлине, највећим делом у долиници Мијајличког потока, око кога је разасут већи број махала („Филинска“, „Шубарска“, „Качаровска“, „Ковачевска“, „Пориђани“, „Гробљанска“, „Љумска“, „Црнска“, „Драганска“, „Шопетарска“, и „Гаврилова“).
Администартивно припада општина Бојник и Јабланичком округу., а духовно Архијерејском намесништву јабланичком у Епархији нишкој.
Географски положај
- Северна географска ширина: 42° 58′ 04"
- Источна географска дужина: 21° 39′ 07"
- Надморска висина: 380 m

## Археолошка истраживања
Како су на почетку ископавања, на самом локалитету констатоване три групе наслаганог камења – необрађеног, ломљеног и притесаног, који по изгледу није припадао аутентичном слоју рушења објекта, утврђено је да је камења накнадно нанет, а то су потврдили и причом мештани који су у неколико наврата после Другог светског рата покушано да се на овом месту обнови цркву. Из извештаја мр Александар Алексић, археолога, Завод за заштиту споменика културе Ниш, који је на овом локалитету руководио истраживањима сазнајемо:
С тим у вези, постоје наводи да је камен чак доношен са других локација. Постоји могућност и да је ћерамида заправо донета у тим неким покушајима обнове светиње. У те 3 групе камења, пронађено је неколико камених надгробних плоча са уклесаним крстовима. Ови надгробни споменици се могу определити у шири период касног Средњег века и недвосмислено су у својој примарној употреби коришћени на некрополи или некрополама. Постоји могућност да се северно од цркве налазила средњовековна некропола. Свакако је потребно сачувати камене надгробне плоче уз ову цркву и испланирати њихову презентацију у планираној изградњи нове цркве.

### Црква
Опис објекта
Археолошких истраживањима утврђено је постојање једнобродног црквеног објекта са нартексом на западној страни и апсидом на источној страни која је са спољне стране тространа. Улаз у нартекс је констатован у самом крају јужног зида, док је улаз у наос констатован у западном зиду. По начину градње, наос и нартекс нису зидани једновремено, јер је темељна зона наоса зидана пажљивије и прецизније него темељна зона зидова нартекса.
Црква је констатована у темељној зони (која је грађена од необрађеног, ломљеног и притесаног камена, са минималним надземним нивоом очуваности), док је наос у надземном делу грађен, макар делом, од опека римског формата, овде у секундарној употреби. Као везиво је коришћен блатни малтер.
Димензије цркве
- Црква са нартексом је укупне највеће дужине 9,57 м и укупне највеће ширине 4,70 м.
- Унутрашње димензије наоса износе 4,25 х 3,25 м.
- Спољашње димензија наоса износе 5,67 х 4,70 м.
- Унутрашње димензије нартекса износе 3,10 х 3,30 м
- Спољашње димензије нартекса износе 3,90 х 4,75 м.
- Ширина зидова наоса се креће између 0,70 и 0,80 м.
- Ширина зидова нартекса креће између 0,80 и 1,10 м.